# Ted DiBiase Jr.
Theodore Marvin DiBiase Jr. (ur. 8 listopada 1982 w Baton Rouge, Luizjana) – amerykański wrestler i aktor występujący w wrestlingu jako Ted DiBiase Jr. Dwukrotny posiadacz tytułu drużynowego World Tag Team Championship z Codym Rhodesem.

## Wczesne życie
W 2001 ukończył szkołę średnią Clinton High School w Clinton w stanie Missisipi - tam też grywał w futbol amerykański na pozycji quarterbacka. Następnie uczęszczał do Mississippi College, gdzie kontynuował grę w futbol amerykański na pozycji wide receiver, a także próbował sił w piłce nożnej. W 2005 uzyskał stopień Bachelor of Science przy Bachelor of Business Administration.

## Kariera

### Początki w wrestlingu (2006 – 2007)
W 2006 rozpoczął treningi w wrestlingu wraz ze swoim przyrodnim starszym bratem Mikiem DiBiase, a ich trenerem został Chris Youngblood - niedługo potem dołączył do szkoły wrestlingu Harley Race’s Wrestling Academy w celu dalszych specjalistycznych treningów w tej rozrywce sportowej. DiBiase Jr. zadebiutował w dniu 8 lipca 2006 w niezależnej federacji World League Wrestling (WLW) u boku swojego starszego brata w tag teamie. Na początku 2007 odbywał tour po Japonii w federacji Pro Wrestling Noah, gdzie m.in. prowadził walki z Kentą Kobayashim.

### World Wrestling Entertainment (2007 – 2013)
W lipcu 2007 podpisał kontrakt rozwojowy z World Wrestling Entertainment (WWE), a następnie zadebiutował w dniu 4 sierpnia 2007 w federacji rozwojowej WWE - Florida Championship Wrestling (FCW), walcząc w tag teamie u boku Jake’a Hagera. Występował jako członek stajni Next Generation Hart Foundation u boku Harry’ego Smitha, TJ Wilsona, Nattie Neidhart i Teddy’ego Harta, jednak szybko opuścił tę grupę na rzecz przyznania mu nowego storyline’u, w którym jego menedżerką została Maryse. W grudniu 2007 sięgnął po tytuł FCW Southern Heavyweight Championship pokonując TJ Wilsona, a w styczniu 2008 przekazał mistrzostwo Heathowi Millerowi w związku z kontuzją i niemożliwością bronienia tego pasa mistrzowskiego. Od marca 2008 coraz rzadziej pojawiał się w FCW w związku licznymi, kolejnymi kontuzjami jakich nabawił się podczas kolejnych występów od debiutu w FCW. 
W głównym rosterze WWE zadebiutował w dniu 26 maja 2008 podczas odcinka Raw, gdzie wygłosił promo, w którym stwierdził, że jego celem jest zostać mistrzem takim jak jego ojciec, dlatego wyzwał do walki o tytuł World Tag Team Championship Cody’ego Rhodesa i Hardcore Holly’ego, którzy byli posiadaczami tego mistrzostwa. Na gali Night of Champions (2008) DiBiase Jr. zwyciężył w swojej pierwszej walce w głównym rosterze WWE, zdobywając jednocześnie tytuł World Tag Team Championship, po tym jak Cody Rhodes odwrócił się od Holly’ego i zaatakował go, po czym w następstwie przypiął i przejął mistrzostwo do spółki z DiBiase’m. Tytuł utracili nieco ponad miesiąc później na rzecz Johna Ceny i Batisty w dniu 4 sierpnia 2008 podczas jednego z odcinków Raw, a następnie tydzień później odzyskali ponownie to mistrzostwo w walce rewanżowej.
Jesienią 2008 do DiBiase’go i Rhodesa dołączył Manu tworząc tym stajnię wrestlerów. Wraz z końcem października 2008 DiBiase i Rhodes ponownie utracili tytuł mistrzowski tag teamów na rzecz CM Punka i Kofiego Kingstona, a Randy Orton zaczął krytykować obu zawodników i stawiać się w roli mentora dla Rhodesa i DiBiase’ego. Na początku listopada 2008 DiBiase został zaatakowany przez Ortona i wykreślony z dalszego storyline’u w związku z pracami nad filmem W cywilu 2, w którym odgrywał główną rolę.
W styczniu 2009 DiBiase powrócił do telewizji początkowo jako wsparcie dla Manu i Sima Snuki, którzy prowadzili rywalizację z Ortonem i Rhodesem, jednakże podczas konfrontacji DiBiase zaatakował obu Snukę i Manu odwracając się od nich i dołączając do Rhodesa i Ortona, tym samym tworząc stajnię The Legacy. W The Legacy DiBiase występował w tag teamie z Codym Rhodesem, a liderem tej stajni został Randy Orton. Następnie wczesną wiosną 2009 The Legacy rozpoczęli rywalizację z rodziną McMahon i Triple H’m.
Na przełomie 2009/2010 w The Legacy pojawiły się napięcia pomiędzy uczestnikami tej stajni. Na gali Royal Rumble (2010) w styczniu 2010, Orton zaatakował Rhodesa i DiBiase’go obwiniając ich za utratę mistrzostwa WWE Championship. Podczas kolejnej gali Elimination Chamber (2010) w lutym 2010 DiBiase wyeliminował Ortona z rywalizacji co w następnych tygodniach pokazał storyline, zgodnie z którym Orton zaczął twierdzić, że Rhodes i DiBiase odwrócili się od niego i zaczął atakować obu z odpowiedziami na ataki od Rhodesa i DiBiase’go. Kulminacją rywalizacji Ortona z Rhodesem i DiBiase’m był triple threat match na gali WrestleMania XXVI w kwietniu 2010, w którym zwyciężył Randy Orton.
Po WrestleManii XXVI DiBiase zaczął występować w nowym gimmicku jako solowy zawodnik. Jego nowa rola przedstawiała aroganckiego milionera, który powoływał się na dziedzictwo swojego ojca Teda DiBiase Sr. (rola ta była powtórzeniem gimmicku samego DiBiase Sr.). W dniu 5 kwietnia 2010 podczas odcinka Raw, DiBiase wystąpił wraz z tytułem Million Dollar Championship, wskazując że otrzymał to mistrzostwo od swojego ojca jako dowód zaufania, a następnie rozpoczął poszukiwania własnego enforcera nawiązując do postaci Virgila, który występował jako ochroniarz jego ojca. W połowie maja 2010 przedstawił oryginalnego Virgila (Mike’a Jonesa) jako swojego enforcera jednak już miesiąc później zwolnił go z tego stanowiska oraz zatrudnił ponownie Maryse do roli jego menedżerki. Jesienią 2010 zwiódł krótki feud z Goldustem, który skradł mu tytuł Million Dollar Championship, a w dalszych tygodniach DiBiase występował jako mentor Brodusa Claya w czwartym sezonie programu NXT.
W kwietniu 2011 został draftowany na SmackDown gdzie prowadził pomniejsze rywalizacje, a od września 2011 przyjął nowy gimmick jakim był uczestnik pikniku samochodowego (ang. tailgate party). Od listopada 2011 nadal prowadził małe rywalizacje na przemian z odnoszeniem kolejnych kontuzji. Ostatnią walkę w telewizji jaką stoczył w ramach WWE odbył w dniu 9 maja 2013 w jednym z odcinków WWE Superstars. W sierpniu 2013 ogłosił, że nie przedłuży dalszej umowy z WWE, a we wrześniu 2013 federacja ogłosiła rozstanie z zawodnikiem.

### Scena niezależna (2013 – 2017)

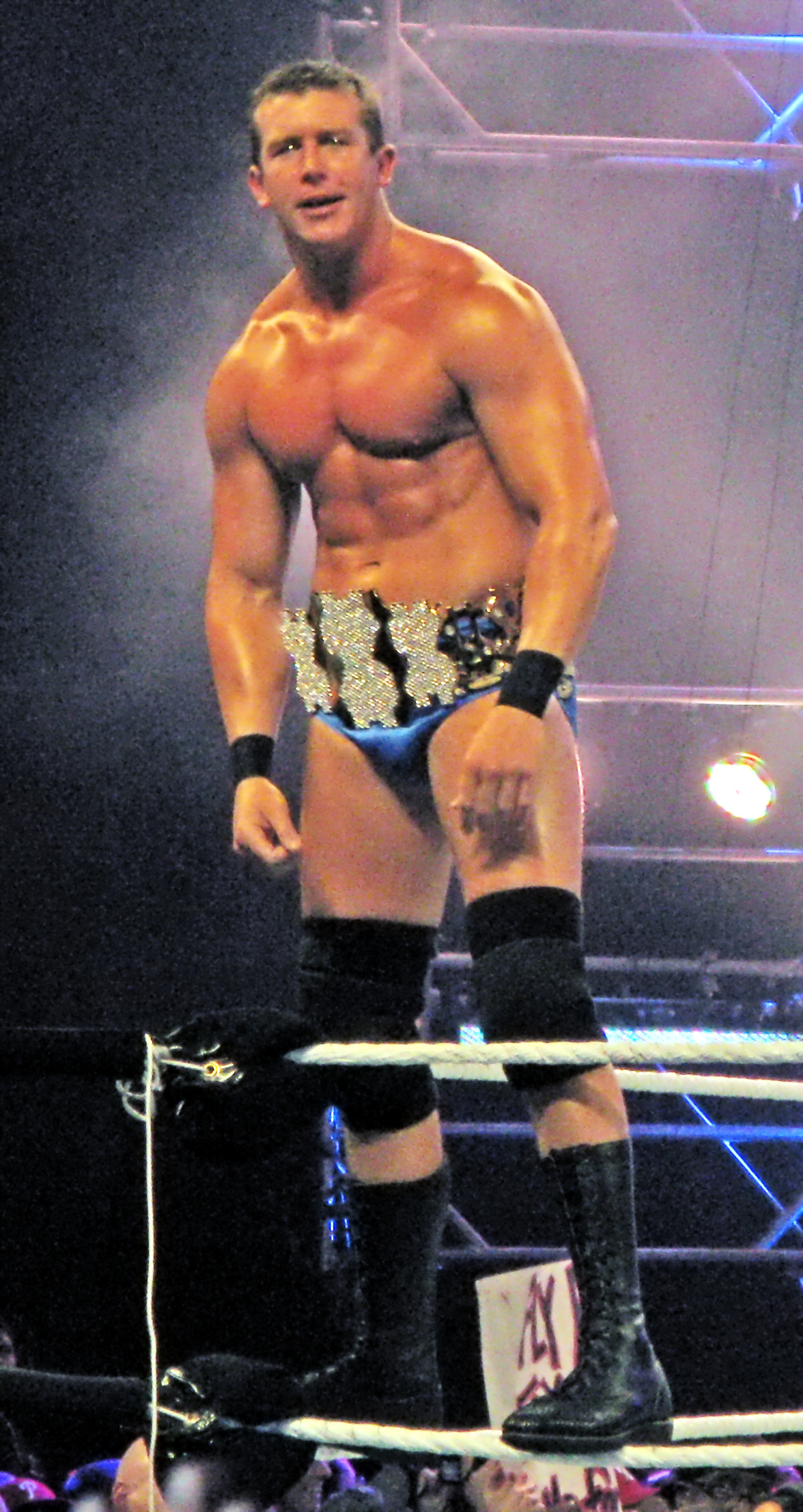
Ted DiBiase Jr. jako posiadacz tytułu Million Dollar Championship w czerwcu 2010 roku.

Od października 2013 ponownie zaliczał nieregularnie występy w wrestlingu pojawiając się w promocjach niezależnych takich jak Family Wrestling Entertainment (FWE), House of Hardcore (HoH; będącej własnością Tommy’ego Dreamera), a także Pro Wrestling EGO ulokowanej na terytorium stanu Missisipi na przełomie 2016 i 2017 roku po czym zawiesił karierę zawodowego zapaśnika.

#### Tytuły i osiągnięcia
- Florida Championship Wrestling
  - FCW Southern Heavyweight Championship (1 raz)
- Fusion Pro Wrestling
  - Fusion Pro Tag Team Championship (1 raz) – z Mikiem DiBiase II
- Pro Wrestling Illustrated
  - Sklasyfikowany na 34. miejscu wśród 500 najlepszych wrestlerów w zestawieniu PWI 500 w 2010 roku.
- World Wrestling Entertainment
  - Million Dollar Championship (1 raz)
  - World Tag Team Championship (2 razy) – with Codym Rhodesem

### Inne media
W 2008 rozpoczął karierę aktorską, a jego pierwszym filmem fabularnym, w którym odegrał główną rolę był film akcji pt. W cywilu 2, który wyprodukowany został przy WWE Studios - było to pierwsze poważne doświadczenie aktorskie zawodnika poza biznesem wrestlingu, a DiBiase sam odgrywał akcje kaskaderskie podczas kręcenia filmu, przy których odniósł kilka niegroźnych obrażeń. Oprócz tego występował gościnnie we własnej osobie w programach reality show (WCG Ultimate Gamer) oraz talk show (The Tonight Show with Conan O’Brien).
Postać DiBiase Jr. pojawiła się również w serii gier komputerowych będących symulatorami wrestlingu. Dotychczas jego postać wystąpiła w sześciu odsłonach gier komputerowych i są to: WWE SmackDown vs. Raw 2009 (debiut w grze komputerowej i postać DLC), WWE SmackDown vs. Raw 2010, WWE SmackDown vs. Raw 2011, WWE All Stars (postać DLC), WWE ’12, WWE ’13.

## Życie osobiste i własne przedsięwzięcia
DiBiase Jr. jest wrestlerem trzeciej generacji – z biznesem zawodowych zapasów związani byli jego dziadkowie: dziadek Iron Mike DiBiase (wrestler) i babka Helen Hild (wrestlerka i modelka). Wrestlerem był jego ojciec – Ted DiBiase Sr., który występował w gimmicku bogacza (milionera) jako The Million Dollar Man. Dwaj jego bracia również zostali zawodowymi zapaśnikami: starszy (przyrodni) brat Mike oraz młodszy Brett.
W połowie lutego 2008 został aresztowany za jazdę pod wpływem alkoholu w Hrabstwie Hillsborough na Florydzie, po tym jak wjechał swoim SUV-em marki Cadillac w inny pojazd - został wypuszczony z aresztu dzień później, po wpłaceniu kaucji w wysokości 500 dolarów.
W dniu 30 października 2008 poślubił swoją znajomą z czasów szkolnych - Kristen Tynes. Para doczekała się dwójki dzieci: syna Tate’a McKinleya DiBiase (ur. 2012) oraz córki Avy DiBiase (ur. 2018).
W maju 2012 powołał fundację o nazwie Ted DiBiase Foundation, która organizowała spotkania z DiBiase Jr. osobom, które zmagały się z niepełnosprawnościami i chorobami zagrażającymi życiu. Również po opuszczeniu WWE zajął się przedsiębiorczością związaną z handlem - piastował stanowisko kierownicze w firmie CollegeGarageSale oraz był wiceprezesem ds. rozwoju biznesu w firmie One Life.

### Oskarżenie o defraudację środków z funduszy federalnych
W maju 2022 Departament Opieki Społecznej stanu Missisipi pozwał DiBiase Jr., jego ojca i kilka innych osób o zwrócenie ponad 20 milionów dolarów, które zostały „zmarnotrawione” w obrębie programu tymczasowej pomocy społecznej dla potrzebujących rodzin. Departament stwierdził również, że DiBiase Jr. odegrał główną rolę w czerpaniu finansowych korzyści z wygłaszanych przez siebie przemówień, a przedsiębiorstwa powiązane z DiBiase Jr. Priceless Ventures LLC i Familiae Orientem otrzymały w latach 2017–2019 ponad 3 miliony dolarów od organizacji non-profit za organizację serii zajęć z „treningu przywództwa” oraz „ocen nadzwyczajnej pomocy żywnościowej”, które nigdy nie zostały zrealizowane, a DiBiase Jr. oraz jego współpracownicy tym samym bezprawnie pobrali środki pieniężne należące do budżetu stanu Missisipi.
Pod koniec kwietnia 2023 Departament Sprawiedliwości Stanów Zjednoczonych wydał oświadczenie dotyczące skandalu, w którym zarzucił DiBiase Jr. jeden przypadek malwersacji mających na celu popełnienie oszustwa drogą elektroniczną i przywłaszczenia pieniędzy w odniesieniu do programów otrzymujących fundusze federalne, sześć innych przypadków oszustwa drogą elektroniczną, dwa inne przypadki kradzieży dotyczących programów otrzymujących fundusze federalne i cztery przypadki prania pieniędzy.
Jeżeli zostanie skazany, grozi mu maksymalna kara pięciu lat więzienia za udział w malwersacjach, maksymalna kara 20 lat więzienia za każdy przypadek oszustwa elektronicznego oraz maksymalna kara 10 lat więzienia za każdy przypadek kradzieży związany z programami otrzymującymi federalne środki finansowe oraz za każdy przypadek prania pieniędzy. Początek procesu karnego DiBiase’go oraz jego współpracowników wyznaczony został na dzień 7 stycznia 2025 i toczy się przed sądem rejonowym Mississippi Southern District Court.